# Qui suis-je ? (album)
Pour les articles homonymes, voir Qui suis-je ?.
Qui suis-je ? est le premier album studio du rappeur Sefyu, produit par le label Because Music et par le beatmaker Therapy. Publié en mai 2006 dans un relatif anonymat, il propulse Sefyu sur le devant de la scène rap française et plus largement des chanteurs français, ce qui lui permet notamment de remporter les Victoires de la musique en 2009. Cela est rendu possible par l'aspect très novateur du rappeur, qui inclut par exemple de nombreuses onomatopées, des coupures de rythme, des bruits de bouche, et qui associe cette forme technique à des messages percutants, inquiétants, ou profonds sur la nature humaine.  
L'album est considéré comme un classique du rap français. Cependant, malgré ses innovations qui le rangent parfois dans les rangs de la « pré-trap » ou de la « pré-drill », il échoue à influencer durablement le rap français, qui s'initie à la trap plus tard à travers d'autres voies, notamment Kaaris. 

## Histoire

### Contexte
Le rap français commence une période connue comme la crise du disque, avec le développement d'Internet et du téléchargement illégal de musiques,. Cette crise touche l'intégralité de la production de musique en France et n'est pas limitée au rap. Elle réduit drastiquement l'envie pour les labels de soutenir un rappeur comme Sefyu, qui est très sombre, violent et relativement inconnu. Avant de sortir Qui suis-je ?, Sefyu a une carrière avec le groupe NCC, mais il est resté relativement confidentiel. En 2004, il participe à Code 187 de Rohff, Kamelancien et Alibi Montana puis à Patate de Forain avec Seth Gueko, qui est aussi une « étoile montante » à cette époque. 

### Sortie de l'album
L'album est publié en mai 2006, après une campagne publicitaire jouant sur le mystère. Ainsi, lors de la sortie de cet album, Sefyu se dissimule et ne laisse pas voir son visage. Le titre est une référence à l'interprétation de Who am I ? par Nina Simone.
L'album se range en quelques semaines à la 5e place des albums les plus vendus en France. L'album est la première production de Therapy, futur beatmaker de Kaaris. Il s'agit entre autres d'une réponse aux émeutes de 2005 dans les banlieues françaises. L'album se vend à 75,000 exemplaires et obtient le statut de disque d'or. 

## Analyse

### Portée lexicale
L'album impacte la langue française en démocratisant diverses expressions argotiques qui sont partagées par la suite et répandues. L'une de ces expressions qu'elle fait entrer dans la langue est le terme « boloss ».

### Portée politique
Sefyu investit le champ politique en réflechissant sur ses origines, son histoire et l'histoire plus large des minorités ethniques en France. En particulier, il est très ouvert à la réflexion développée par Nina Simone sur la recherche des origines par les diasporas africaines. Pourtant, il s'en démarque en considérant qu'une telle recherche est vouée à l'échec, et qu'il vaut mieux faire l'éloge du métissage et de l'union des peuples.

### Album avant-gardiste mais à la portée limitée
L'album est considéré comme une oeuvre classique du rap français, en raison, notamment, de son aspect avant-gardiste sur de nombreux aspects. Sefyu introduit dans sa musique des adlibs, nombreuses onomatopées, des coupures de rythme, des bruits de bouche, des éléments s'imposant plus d'une dizaine d'années plus tard dans le rap français. Pourtant, malgré cet aspect novateur, l'album échoue à créer une génération de rappeurs qui s'inspireraient de cette oeuvre et en tireraient les codes.

## Liste des pistes
| No  | Titre                                    | Durée |
| --- | ---------------------------------------- | ----- |
| 1.  | Intro                                    | 3:40  |
| 2.  | En Live de la Cave                       | 3:47  |
| 3.  | Senegalo Ruskov                          | 4:40  |
| 4.  | La Légende                               | 5:11  |
| 5.  | Ennemis (feat. Sana)                     | 4:12  |
| 6.  | Biff                                     | 4:08  |
| 7.  | En Noir et Blanc (+ Interlude)           | 4:08  |
| 8.  | La Vie qui va avec (feat. Kuamen)        | 3:42  |
| 9.  | Bollos (feat. ST4)                       | 3:15  |
| 10. | Musculation                              | 4:16  |
| 11. | Tu valais pas mieux...                   | 3:35  |
| 12. | Goulags                                  | 4:27  |
| 13. | Faits divers (feat. RR)                  | 5:06  |
| 14. | Electrochoc                              | 3:44  |
| 15. | Un Point C Tout (feat. Yuna, Sana, Zaho) | 4:56  |
| 16. | Pôle Nord (feat. NCC, Suzax)             | 4:36  |
| 17. | Crouille                                 | 4:52  |
| 18. | Qui suis-je ? (+ Interlude)              | 4:55  |
| 19. | Censure                                  | 4:29  |
| 20. | Evolution                                | 3:54  |
| 21. | Mister Coupe Coupe                       | 3:53  |